# Julien-François Zbinden

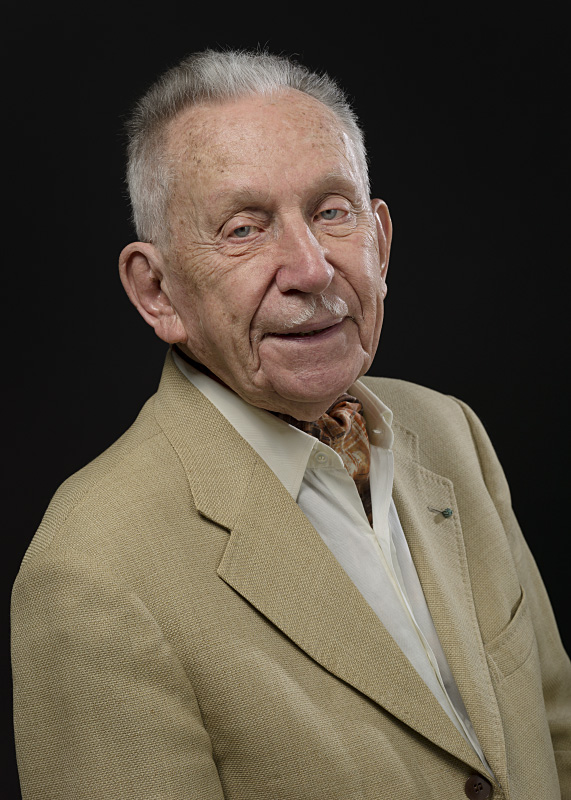
Julien-François Zbinden, 2015

Julien-François Zbinden (* 11. November 1917 in Rolle, Kanton Waadt; † 8. März 2021 in Lausanne) war ein Schweizer Komponist und Jazzpianist.

## Biographie
Zbinden studierte in Lausanne und Genf Klavier. Komposition erlernte er überwiegend autodidaktisch, nahm aber auch Unterricht bei René Gerber. 1938 wurde er Pianist einer Jazzband. Ab 1947 arbeitete er bei Radio Suisse Romande in Lausanne, zunächst als Aufnahmeleiter, ab 1956 als Leiter der Musikabteilung. 1973 bis 1979 sowie 1987 bis 1991 war Zbinden Präsident der Schweizerischen Gesellschaft für die Rechte der Urheber musikalischer Werke (SUISA). 1973 Präsident der ISCM Switzerland, der Schweizer Sektion der Internationalen Gesellschaft für Neue Musik IGNM/ISCM. 1978 wurde er zum Officier des Arts et des Lettres ernannt.
Zbindens Werkkatalog umfasst mehr als 100 Kompositionen, darunter Bühnenwerke, 5 Sinfonien (die Nr. 5, sein op. 100, wurde 2007 uraufgeführt), konzertante Werke, Kammer- und Vokalmusik unterschiedlicher Besetzung. In seiner insgesamt tonalen Tonsprache lassen sich Einflüsse des Jazz, des Neoklassizismus und Arthur Honeggers ausmachen.
Auch im hohen Alter spielte Zbinden noch täglich Klavier und trat noch 2017 öffentlich auf. Im selben Jahr feierte Zbinden seinen hundertsten Geburtstag.

## Diskographische Hinweise
- JFZ Live Octojazzy (CDaAP, Aufnahmen von 1946–2002)
- jazz solo trio sextette (1952–1979, mit verschiedenen Besetzungen)
- Julien-Francois Zbinden & Ensemble de Musique Legere de la RSR, L'Orcestre a Cordes de la Radio Suisse Romande (CTS, Aufnahmen von 1960)
- It's the Talk of the Town (mit Antoine Ogay und Marcel Papaux, 2007)
- Last Call…? (TCB, 2010) solo